# Василівка (Раївська сільська громада)
Васи́лівка — село в Україні, у Синельниківському районі Дніпропетровської області. Входить до складу Раївської сільської громади. До 2017 року орган місцевого самоврядування — Михайлівська сільська рада із центром в селі Михайлівка. Населення становить 205 осіб.

## Географія
Село Василівка розташоване за 2 км від лівого берега річки Осокорівка, за 2 км від сіл Павлівка, Петрівське і Михайлівка. Селом тече пересихаюча балка Суха з загатою. Поруч проходять автомобільна дорога М18 (E105) і залізниця, станція Івківка за 5 км.

## Історія
12 червня 2020 року, відповідно до розпорядження Кабінету Міністрів України № 709-р від «Про визначення адміністративних центрів та затвердження територій територіальних громад Дніпропетровської області», увійшло до складу Раївської сільської громади.
19 липня 2020 року, в результаті адміністративно-територіальної реформи та ліквідації   Синельниківського (1923—2020) району, село увійшло до складу новоутвореного Синельниківського району.

## Розкуркуленні жителі Василівки
У 1930-х роках, у період колективізації в СРСР, у селі Василівка відбулося розкуркулення заможних селян. Згідно з архівними документами, до списку розкуркулених потрапили такі жителі:
1. Алексієнко Аврам Ісаакович
2. Бадак (Бодак) Микита Юхимович (1890 р.н.)
3. Мерега Андрій Андрійович (1894 р.н.)
4. Пупченко Данило Антонович (1875 р.н.)
5. Пустовойтов Яків Наумович (1866 р.н.)
6. Шульга Артем Іванович (1902 р.н.)

## Інтернет-посилання
- Василівка на сайті Верховної Ради України[недоступне посилання з червня 2019]
- Погода в селі Василівка [Архівовано 20 грудня 2011 у Wayback Machine.]